# Publius Servilius Vatia Isauricus (i. e. 48)
Publius Servilius Vatia Isauricus (Kr. e. 1. század) ókori római politikus, az előkelő patricius Servilia gens tagja, a kalózok elleni háborújával hírnevet szerzett Publius Servilius Vatia Isauricus fia volt.

## Caesar oldalán
Ifjúkorában Cicero szerint az arisztokratikus optimata párt híve volt, és az ifjabb Catót tekintette példaképének. Kr. e. 54-ben praetorként ellenezte Caius Pomptinus azon törekvését, hogy triumphust kapjon. Kr. e. 49-ben, a polgárháború kitörésekor pártját elhagyva Caius Iulius Caesar mellé állt, aki jutalomképpen Kr. e. 48-ban consultársává tette. Hivatali évében, míg Caesar Hellaszban hadakozott Pompeius ellen, ő Rómában maradt, és leverte Marcus Caelius Rufus lázadását. Kr. e. 46-ban Asia proconsuli rangú helytartója lett, amely minőségben levelezett Ciceróval.

## A második triumvirátus korában
Caesar Kr. e. 44-es meggyilkolásakor Ciceróval együtt a köztársaságiak oldalára állt, és az év végén kitörő mutinai háború során Marcus Antonius egyik fő ellenfele volt a senatusban. Rövidesen azonban megváltoztatta az álláspontját, és – feltehetően a nővérével, Serviliával eljegyzett Octavianus példáját követve – kiegyezett Antoniusszal. Ennek köszönhetően nem került a proskribáltak közé, viszont a Cicerónak tulajdonított, Marcus Iunius Brutushoz írt levelekben „öntelt bolondnak” nevezik. Kr. e. 43-ban, a második triumvirátus megalakulásakor Octavianus felbontotta eljegyzését Serviliával, hogy feleségül vehesse Antonius felesége, Fulvia Antonia lányát. Feltehetően kárpótlásul Kr. e. 41-ben ismét consuli hivatalt viselhetett, ezúttal a triumvir fivére, Lucius Antonius kollégájaként. Amikor Lucius Antonius fellázadt Octavianus ellen, és kirobbant a perusiai háború, Rómában maradt. Amikor kollégája elfoglalta a várost, nem tanúsított ellenállást, de nem is csatlakozott hozzá. Egyebet nem tudni róla.